# Branko Gavella
Branko Gavella (28. července 1885 Záhřeb, Chorvatsko, Rakousko-Uhersko – 8. dubna 1962 Záhřeb, Federativní lidová republika Jugoslávie) byl chorvatský divadelní režisér, teatrolog a divadelní pedagog.

## Životopis
V rodném městě dokončil klasické gymnázium (maturoval 1903), načež ve studiu pokračoval na Vídeňské univerzitě, kde navštěvoval přednášky z filozofie, germanistiky a slavistiky. Roku 1908 v rakouské metropoli získal titul doktora filozofie.
V roce 1909 se vrátil do Záhřebu a začal pracovat jako knihovník v záhřebské Univerzitní knihovně. V roce 1914 přijal místo režiséra v Národní divadle v Záhřebu, přičemž jeho první adaptací byla Schillerova Messinská nevěsta. Zanedlouho se proslavil uváděním původních her s národní nebo historickou tematikou. Roku 1918 se stal dramaturgem divadla, následně v letech 1922–1926 působil jako ředitel jeho činohry. Roku 1926 přešel do Bělehradu, hlavního města nedávno založeného Království Srbů, Chorvatů s Slovinců (Jugoslávie), kde dva roky zastával post ředitele činohry místního Národního divadla. Nato působil jako nezávislý režisér ve více jugoslávských divadlech. Roku 1931 přijal nabídku odcestovat do Československa.
V letech 1931–1940 byl členem Zemského divadla v Brně (dnes Národní divadlo Brno), kde debutoval 22. května 1931 Fibichovou Šárkou. V brněnském chrámu múz uvedl mimo jiné Charpentierovu Louisu a známé jihoslovanské kusy, např. Krležovu hru V agonii, Vojnovićovu Smrt matky Jugovićů a Cankarovo Pohoršení v údolí. Významná byla i jeho spolupráce s dirigentem Zdeňkem Chalabalou. Nicméně i v té době často hostoval, kromě jiného v Praze, Lublani, Sofii a Miláně. 
Rok po vyhlášení Protektorátu Čechy a Morava se přestěhoval do Záhřebu, kde pobýval do roku 1943, než se do protektorátu přes Vídeň znovu vrátil. O jeho činnosti v letech 1943–1945 není mnoho známo.
Po skončení druhé světové války působil v Bratislavě (pro Slovenské národní divadlo režíroval představení Tosca, Jenufa, Boris Godunov, Carmen a Piková dáma) a Ostravě (pro sezonu 1949/50 nazkoušel Prodanou nevěstu), načež přesídlil do Lublaně. K jeho odchodu z Československa zřejmě přispěla roztržka Jugoslávie se Sovětským svazem. Roku 1949 se trvale usadil v Záhřebu. Roku 1950 se podílel na reorganizaci Zemské herecké školy na Akademii divadelního umění a o tři léta později spoluzaložil Chorvatské dramatické divadlo (dnes Dramatické divadlo Gavella). Spolu s bělehradským dirigentem Oskarem Danonem, který jeden čas pobýval v Praze, připravil k inscenaci Káťu Kabanovou, se s níž v roce 1959 hostovala bělehradská opera v Londýně. Roku 1961 se stal řádným členem Jihoslovanské akademie věd a umění.
Branko Gavella patří mezi nejvýznamnější postavy chorvatského divadla. Za svůj život režíroval téměř 280 divadelních a operních inscenací v zemích Jugoslávie, ale i v zahraničí, předně v Československu.

## Dílo
- Hrvatsko glumište: analiza nastajanja njegova stila (Chorvatské divadlo: analýza vzniku jeho stylu, Zagreb 1953, 1982)
- Glumac i kazalište (Herec a divadlo, Novi Sad 1967),
- Književnost i kazalište (Literatura a divadlo, Zagreb 1970),
- Teorija glume: od materijala do ličnosti (Teorie herectví: od materiálu k osobnosti, Zagreb, 2005)

## Inscenace (režie)
- Šárka, autor: Zdeněk Fibich, opera, premiéra: 22. května 1931 Zemské divadlo v Brně
- Únos ze serailu, autor: Wolfgang Amadeus Mozart, opera, premiéra: 17. září 1931 Zemské divadlo v Brně
- Páni Glembajové, autor: Miroslav Krleža, činohra, premiéra: 4. prosince 1931 Zemské divadlo v Brně
- Piková dáma, autor: Petr Iljič Čajkovskij, opera, premiéra: 5. prosince 1931 Zemské divadlo v Brně
- Plameny, autor: Ervín Schulhoff, opera, premiéra: 27. ledna 1932 Zemské divadlo v Brně
- Bez třetího, autor: Milan Begović, činohra, premiéra: 17. února 1932 Zemské divadlo v Brně
- Parsifal, autor: Richard Wagner, opera, premiéra: 3. března 1932 Zemské divadlo v Brně
- Falstaff, autor: Giuseppe Verdi, opera, premiéra: 27. dubna 1932 Zemské divadlo v Brně
- Petruška, autor: Igor Stravinskij, balet, premiéra: 4. června 1932 Zemské divadlo v Brně
- Koštana, autor: Petar Konjović, opera, premiéra: 17. září 1932 Zemské divadlo v Brně
- Louisa, autor: Gustave Charpentier, opera, premiéra: 3. října 1932 Národní divadlo v Praze
- Libuše, autor: Bedřich Smetana, opera, premiéra: 28. října 1932 Zemské divadlo v Brně
- Boris Godunov, autor: Modest Petrovič Musorgskij, opera, premiéra: 31. října 1932 Zemské divadlo v Brně
- Lidé z Poker-Flatu, autor: Jaromír Weinberger, opera, premiéra: 19. listopadu 1932 Zemské divadlo v Brně
- Čert a Káča, autor: Antonín Dvořák, opera, premiéra: 2. února 1933 Zemské divadlo v Brně
- Kmotřička, autor: Rudolf Karel, opera, premiéra: 3. února 1932 Zemské divadlo v Brně
- Chovanščina, autor: Modest Petrovič Musorgskij, opera, premiéra: 30. dubna 1933 Zemské divadlo v Brně
- Čertova stěna, autor: Bedřich Smetana, opera, premiéra: 20. listopadu 1933 Zemské divadlo v Brně
- Smrt matky Jugovićů, autor: Ivo Vojnović, činohra, premiéra: 1. prosince 1933 Zemské divadlo v Brně
- Jakobín, autor: Leoš Janáček, opera, premiéra: 13. dubna 1934 Zemské divadlo v Brně
- Honzovo království, autor: Otakar Ostrčil, opera, premiéra: 26. května 1934 Zemské divadlo v Brně
- Pohoršení v údolí, autor: Ivan Cankar, činohra, premiéra: 30. června 1934 Zemské divadlo v Brně
- V agonii, autor: Miroslav Krleža, činohra, premiéra: 10. října 1934 Zemské divadlo v Brně
- Šárka, autor: Zdeněk Fibich, opera, premiéra: 12. prosince 1934 Zemské divadlo v Brně
- O neviditelném městě Kitěži, autor: Nikolaj Andrejevič Rimskij-Korsakov, opera, premiéra: 19. 12. 1934 Zemské divadlo v Brně
- Armida, autor: Antonín Dvořák, opera, premiéra: 12. ledna 1935 Zemské divadlo v Brně
- Figarova svatba, autor: Pierre-Augustin Caron de Beaumarchais, činohra, premiéra: 16. února 1935 Zemské divadlo v Brně
- Fidelius, autor: Ludwig van Beethoven, opera, premiéra: 14. března 1935 Zemské divadlo v Brně
- Bouře, autor: Zdeněk Fibich, opera, premiéra: 27. března 1936 Zemské divadlo v Brně
- André Chénier, autor: Umberto Giordano, opera, premiéra: 17. října 1936 Zemské divadlo v Brně
- Kníže Igor, autor: Alexandr Porfirjevič Borodin, opera, premiéra: 19. prosince 1936 Národní divadlo v Praze
- Tichý Don, autor: Ivan Dzeržinskij, opera, premiéra: 31. ledna 1937 Zemské divadlo v Brně
- Síla osudu, autor: Giuseppe Verdi, opera, premiéra: 13. dubna 1937 Národní divadlo v Praze
- Růžový kavalír, autor: Richard Strauss, opera, premiéra: 10. června 1937 Zemské divadlo v Brně
- Madame Butterfly, autor: Giacomo Puccini, opera, premiéra: 19. června 1937 Zemské divadlo v Brně
- Boží cestou, autor: Ahmed Muradbegović, činohra, premiéra: 11. října 1937 Zemské divadlo v Brně
- Car Ivan Hrozný, autor: Nikolaj Andrejevič Rimskij-Korsakov, opera, premiéra: 2. března 1938 Zemské divadlo v Brně
- O neviditelném městě Kitěži, autor: Nikolaj Andrejevič Rimskij-Korsakov, opera, premiéra: 22. dubna 1938 Národní divadlo v Praze
- Carmen, autor: Georges Bizet, opera, premiéra: 12. června 1938 Zemské divadlo v Brně
- Psohlavci, autor: Karel Kovařovic, opera, premiéra: 28. října 1938 Zemské divadlo v Brně
- Don Pasquale, autor: Gaetano Donizetti, opera, premiéra: 12. ledna 1939 Zemské divadlo v Brně
- Don Pasquale, autor: Gaetano Donizetti, opera, premiéra: 29. března 1939 Národní divadlo v Praze
- Rigoletto, autor: Giuseppe Verdi, opera, premiéra: 12. února 1940 Zemské divadlo v Brně
- Ariadna na Naxu, autor: Richard Strauss, opera, premiéra: 12. dubna 1940 Národní divadlo v Praze
- Čert a Káča, autor: Antonín Dvořák, opera, premiéra: ? 1944 Zemské divadlo v Brně
- Tosca, autor: Giacomo Puccini, opera, premiéra: 14. listopadu 1945 Slovenské národní divadlo v Bratislavě
- Jenufa, autor: Leoš Janáček, opera, premiéra: 26. ledna 1946 Slovenské národní divadlo v Bratislavě
- Boris Godunov, autor: Modest Petrovič Musorgskij, opera, premiéra: 20. března 1946 Slovenské národní divadlo v Bratislavě
- Carmen, autor: Georges Bizet, opera, premiéra: 28. června 1946 Slovenské národní divadlo v Bratislavě
- Piková dáma, autor: Petr Iljič Čajkovskij, opera, premiéra: 21. prosince 1946 Slovenské národní divadlo v Bratislavě
- Prodaná nevěsta, autor: Bedřich Smetana, opera, premiéra: 11. října 1949 Národní divadlo moravskoslezské v Ostravě